# Coelorhyncidia ovulalis
Coelorhyncidia ovulalis là một loài bướm đêm trong họ Crambidae.